# Odlotowy duet
Odlotowy duet (ang. A night at the Roxbury) – amerykańska komedia z 1998 roku w reżyserii Johna Fortenberry'ego i Petera Markle'a.

## Fabuła
Bracia Steve i Doug Butabi to niezdarni bracia, którzy w swoim przekonaniu są ideałami facetów do zakochania, a ich życie opiera się na ciągłej zabawie w klubach nocnych. Po codziennym rytuale mycia i układania włosów, goleniu i depilowaniu ciała, ruszają na podryw, zawsze z mizernym skutkiem. Jednak pewnego dnia w tył samochodu braci wjeżdża gwiazdor serialu 21 Jump Street Richard Grieco, który w zamian za odstąpienie od ewentualnych odszkodowań za uszczerbek na zdrowiu podczas wypadku, wprowadza Douga i Steve'a do dotychczas niedostępnego dla nich najlepszego klubu w mieście "Roxbury".

## Obsada
- Chris Kattan – Doug Butabi
- Will Ferrell – Steve Butabi
- Dan Hedaya – pan Butabi
- Loni Anderson – pani Butabi
- Molly Shannon – Emily Sanderson
- Dwayne Hickman – pan Sanderson
- Elisa Donovan – Cambi
- Gigi Rice – Vivica
- Richard Grieco – Richard Grieco
- Lochlyn Munro – Craig
- Meredith Scott Lynn – Operator 238
- Colin Quinn – Dooey
- Raquel Gardner – Hat Girl
- Viveca Paulin – Porsche Girl
- Paulette Braxton – Porsche Girl
- Michael Clarke Duncan – bramkarz w klubie Roxbury
- Eva Mendes – Bridesmaid
- Mark McKinney – ojciec Williams
- Chazz Palminteri – Pan Zadir (niewymieniony w czołówce)
- Kristen Dalton – Greczynka
- Deborah Kellner – Kobieta topless
- Maree Cheatham – Mabel Sanderson
- Jennifer Coolidge – Policjantka – laska (Hottie Cop)
- Agata Gotova – Kelnerka (niewymienieona w czołówce)
- Roy Jenkins – Klient w kwiaciarni #1
- Victor Kobayashi – Japończyk #2
- Richard Francese – Strażnik
- Michael M. Horton – Strażnik
- Twink Caplan – Płaczący klient Kwiaciarni
- Yoshio Be – Japończyk #1
- Kip King – Klient w kwiaciarni #2
- Gina Mari – Dziewczyna na noc
- Robin Krieger – Pani Manicotti
- Betty A. Bridges – Zadir Receptionist
- Mary Ann Kellogg – Instruktor aeorobiku
- Valentin Siroon – Piękność z klubu (niewymieniona w czołówce)
- Louis E. Rosas – Got (nie wymieniona w czołówce)
- Mary Ann Schmidt – Piękność z klubu (niewymieniona w czołówce)

## Soundtrack
Na ścieżce dźwiękowej do filmu znalazły się utwory:
- 1. Haddaway – What is Love (7" Mix)
- 2. Bamboo – Bamboogie (Radio Edit)
- 3. Robi Rob's Club World – Make That Money
- 4. Cyndi Lauper – Disco Inferno
- 5. N-Trance – Da Ya Think I'm Sexy?
- 6. 3rd Party – Pop Muzik
- 7. Faithless – Insomnia (Monster Mix)
- 8. La Bouche – Be my lover (Club Mix)
- 9. Amber – This Is Your Night
- 10. Ace of Base – Its a Beautiful Life
- 11. No Mercy – Where Do You Go (Ocean Drive Mix)
- 12. Jocelyn Enriquez – A Little Bit of Ecstasy
- 13. Haddaway – What is Love ([Refreshmento Extro Radio Mix)
- 14. Tamia – Careless Whisper